# 缎带宝螺
缎带宝螺（学名：Cypraea pallidula），又稱缎带呆足贝（Blasicrura pallidula），是中腹足目宝螺科宝螺属的一种。主要分布于印度尼西亚、台湾，常栖息在浅海。